# Esquinita-(Nd)
L'esquinita-(Nd) és un mineral de la classe dels òxids que pertany al grup de l'esquinita.

## Característiques
L'esquinita-(Nd) és un òxid aprovat com a espècie vàlida per l'Associació Mineralògica Internacional. La seva fórmula química va ser redefinida l'any 2025, passant a ser: Nd(TiNb)O₆. Cristal·litza en el sistema ortoròmbic. Apareix en forma de cristalls tabulars i prismàtics, que poden mesurar alguns mil·límetres, i en forma d'agrupacions massives, radials i equigranulars. La seva duresa a l'escala de Mohs és 5 a 6.
Segons la classificació de Nickel-Strunz, l'esquinita-(Nd) pertany a «04.DF: Òxids amb proporció metall:oxigen = 1:2 i similars, amb cations grans (+- mida mitja); dímers i trímers que comparteixen costats d'octàedres» juntament amb els següents minerals: esquinita-(Ce), esquinita-(Y), rynersonita, tantalesquinita-(Y), vigezzita, changbaiïta i murataïta-(Y).

## Formació i jaciments
L'esquinita-(Nd) es forma en filons en pissarres i en dolomies metamorfosades. Va ser descoberta a la mina Est, a Bayan Obo, (Baotou, Mongòlia Interior, República Popular de la Xina). També ha estat descrita a Lyndoch Township (Ontario, Canadà), el dipòsit Chungju (Chungcheongbukdo, Corea del Sud), tres indrets de Třebíč (Moràvia, República Txeca), Jolotca (Harghita, Romania) i el massís de Tatarskii (Krasnoiarsk, Rússia).
Sol trobar-se associada a altres minerals com: egirina, riebeckita, barita, fluorita, albita, flogopita i magnetita.